# Мухаммад II ас-Саид
Мухаммад II ас-Саид ибн Фарис, или Абу Зайян ас-Саид (ум. 1366) — тринадцатый маринидский султан Марокко в 1358 году и во второй раз в 1362—1366 годах

## Биография
Мухаммад II ненадолго принял трон после смерти Абу Инана Фариса в 1358 году, после чего его сменил Абу Салим Али II. В 1362 году он снова стал султаном. С 1362 по 1364 год крупный торговый центр Сиджильмаса на юге страны управлялась независимо, сначала Абд аль-Халимом ибн Умаром и Абу Мухаммедом (1362—1363), а затем Абд аль-Мумимом ибн Умаром и Абу Маликом (1353—1364).
В 1366 году султан Мухаммад II попытался сместить своего ваттасидского визиря Умара ибн Абдуллу аль-Ябани и был убит в ответ. Абу-ль-Фариз Абдул Азиз I вступил на престол. Укрепившись у власти, он отдал приказ об убийстве визиря.